# Agrodiaetus admetus
Agrodiaetus admetus är en fjärilsart som beskrevs av Eugen Johann Christoph Esper 1783. Agrodiaetus admetus ingår i släktet Agrodiaetus och familjen juvelvingar. Inga underarter finns listade i Catalogue of Life.